# Amphiprion melanopus
O peixe-palhaço-fogo ou peixe-palhaço-canela (Amphiprion melanopus) é um peixe-palhaço do gênero Amphiprion. Ele é onívoro, e possui uma dieta variada de carne e algas. Ele é um dos maiores peixes-palhaço, pode ser territorial e agressivo, especialmente a medida que envelhece, e particularmente para outro peixe-palhaço. Não é um peixe comestível. Vive nas seguintes anêmonas-do-mar: a anêmona-bolha (Entacmaea quadricolor), a anêmona-couro (Heteractis crispis) e a anêmona-magnífica (Heteractis magnifica).